# Países eslavos ocidentais

Mapa da Europa com os países eslavos em verde.

Os Países Eslavos Ocidentais são países eslavos cujos idiomas majoritários são línguas eslavas da sub-família ocidental. Fazem parte deste grupo a Polônia, a Tchéquia e a Eslováquia.